# Okrug (Kroatien)
Okrug ist eine Gemeinde in Zentraldalmatien in Kroatien.

## Lage und Einwohner
Okrug befindet sich auf der Insel Čiovo. Die Gemeinde gehört zur Gespanschaft Split-Dalmatien und gliedert sich in 2 Ortschaften, Okrug Gornji und Okrug Donji. In der Gemeinde leben 2995 (2021) Menschen. Der ehemalige Fischerort hat sich zu einem Zentrum für Badetourismus gewandelt. Hierzu trägt auch die Nähe zu Trogir und dem Flughafen Split bei.

## Geschichte
In der Zeit des Römischen Reiches diente die Insel als Zufluchtsort für Exilanten, ab dem 5. Jahrhundert auch als Rückzugsort für Eremiten. Der Name Okrug geht vermutlich auf ein Schriftstück aus dem Jahr 1228 zurück („terram de cruco ecclasiae saneti Mauri“). Eine andere Herleitung, die auf dem Wort für „Haufen, Stein, Riff“ basiert, wird heute zurückgewiesen. In einer volksetymologischen Erklärung wird der Ortsname mit Inselbewohnern in Verbindung gebracht, die auf dem Weg zur Stadt auf die Kapelle vom Hl. Kreuz zeigen und „O, Crux!“ („O, Kreuz!“) rufen – dieser Erklärungsansatz hat aber keinen historischen Hintergrund. Die Ursprünge der Stadt selbst liegen im frühen 15. Jahrhundert; aus dieser Zeit datiert auch die Kirche St. Theodor am Ufer von Okrug Gornji.